# Gunnera schindleri
Gunnera schindleri är en gunneraväxtart som beskrevs av L.E. Mora-osejo. Gunnera schindleri ingår i släktet gunneror, och familjen gunneraväxter. Inga underarter finns listade.